# Victor Delamarre
Pour les articles homonymes, voir Delamarre.
Victor Delamarre (né le 24 septembre 1888 à Hébertville au Québec - mort le 13 mars 1955 à Québec) est un haltérophile canadien-français. Il est surtout connu pour avoir réussi à effectuer un dévissé d'un seul bras une masse de 140 kg (309 livres), soulevant de ce fait le double de sa masse. Il mesurait 166,5 cm (5'5'') pour environ 70 kg (155 livres).

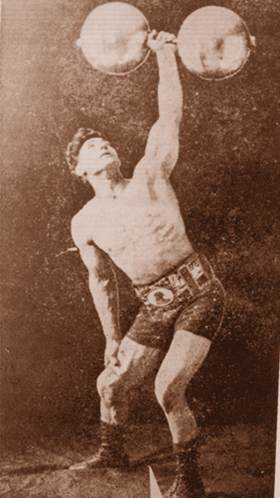
Victor Delamarre, 2 avril 1914.

## Sa jeunesse
Dès l'âge de treize ans, il pratique des sports tels que la boxe et la lutte et il commence à travailler à la ferme. Un jour, le contremaître des travaux de construction d'une voie ferrée au Lac-Bouchette le mit au défi de soulever jusqu'à ses genoux un morceau de rail qui mesurait 9 m et qui avait une masse dans l'ordre des 250 kg. À la surprise de tous, Delamarre leva le rail. Il se fixa un objectif : devenir le premier homme fort en surpassant son idole, Louis Cyr.

## Sa gloire
Quand il eut dans la vingtaine, Victor Delamarre quitta son village pour aller vers la métropole, Montréal. Il y rencontra plusieurs hommes forts comme Décarrie, Cabana, Barré, et Louis Cyr peu avant sa mort. Malgré sa taille insuffisante, Delamarre entra malgré tout dans les forces constabulaires de Montréal en 1912. Les registres furent biaisés pour le laisser entrer, car on avait bien vu que c'était ce que l'on appelait une « armoire à glace ».

### Prestation de 1914
Le 2 avril 1914, au Théâtre Arcade de Montréal, avec son célèbre dévissé de 309½ livres (un peu plus de 140 kg), il fracassa quatre records d'un coup :
1. battre Louis Cyr ;
2. lever à bout de bras un poids deux fois plus lourd que lui ;
3. effectuer la plus lourde dévissée de l'histoire de cette façon ;
4. déclasser, lui poids moyen, tous les poids lourds du monde.

Preuve irréfutable par affidavit

« Nous, soussignés, déclarons solennellement ce qui suit:

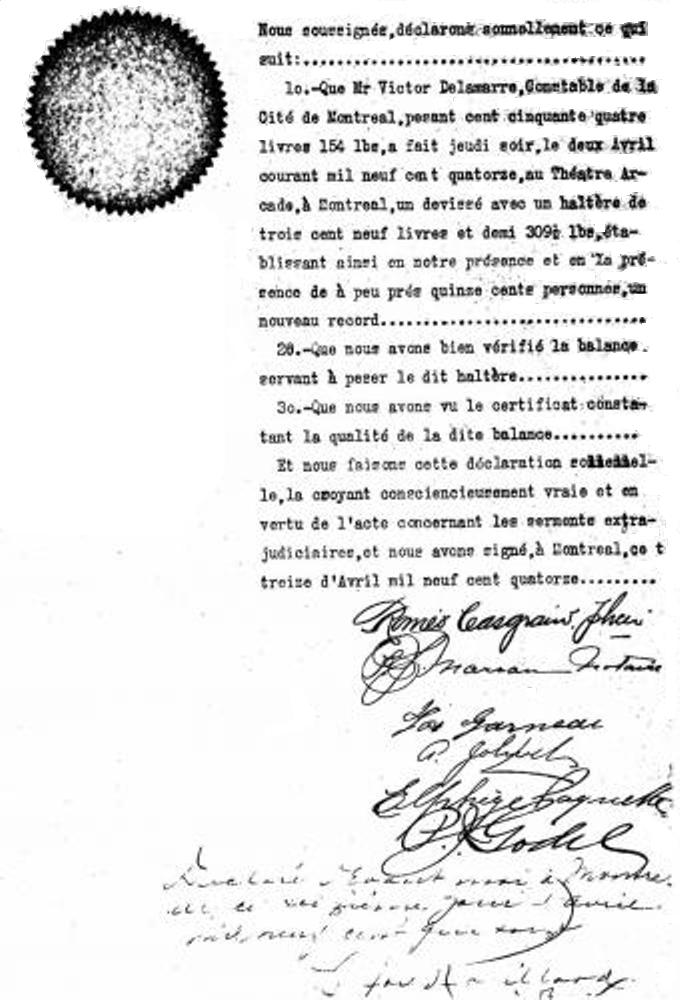
Preuve de l'exploit du 2 avril 1914.

1. Que Mr Victor Delamarre, Constable de la Cité de Montreal, pesant cent cinquante quatre livres 154 lbs, a fait jeudi soir, le 2 avril courant mil neuf cent quatorze, au Théâtre Arcade, à Montreal, un dévissé avec un haltère de 309 1/2 lbs, établissant ainsi, en notre présence et en présence de à peu près quinze cents personnes un nouveau record
2. Que nous avons bien vérifié la balance servant à peser ledit haltère.
3. Que nous avons vu le certificat constatant la qualité de ladite balance. Et nous faisons cette déclaration solennelle, la croyant consciencieusement vraie et en vertu de l'acte concernant les serments extrajudiciaires, et nous avons signé, à Montreal, ce treize d'Avril mil neuf cent quatorze.

(Ont signé :) 
- Roméo Casgrain, pharmacien,
- B.-J. Marsan, notaire,
- Joseph Garneau, machiniste,
- Arthur Jolivet, courtier en immeubles,
- Elphège Paquette, employé civil.
- P.-J. Godel, gérant du théâtre Arcade,

Déclaré devant moi à Montreal ce treizième jour d'avril mil neuf cent quatorze.

(Signé) Ls.-Jos. Robillard, notaire. »

### Prestation de 1922
Après la compétition de développement musculaire entre DeLamarre et M. Arthur Dandurand qui était reconnu comme le champion de développement musculaire au Canada, qui eut lieu au soir du 24 février 1922 à la cité de Québec, DeLamarre établit un nouveau record : un dévissé d'un seul doigt d'un haltère de 201 1/2 lb.
L'affidavit ci-dessous atteste ce nouveau record :

« Province de Québec
District de Québec
Cité de Québec

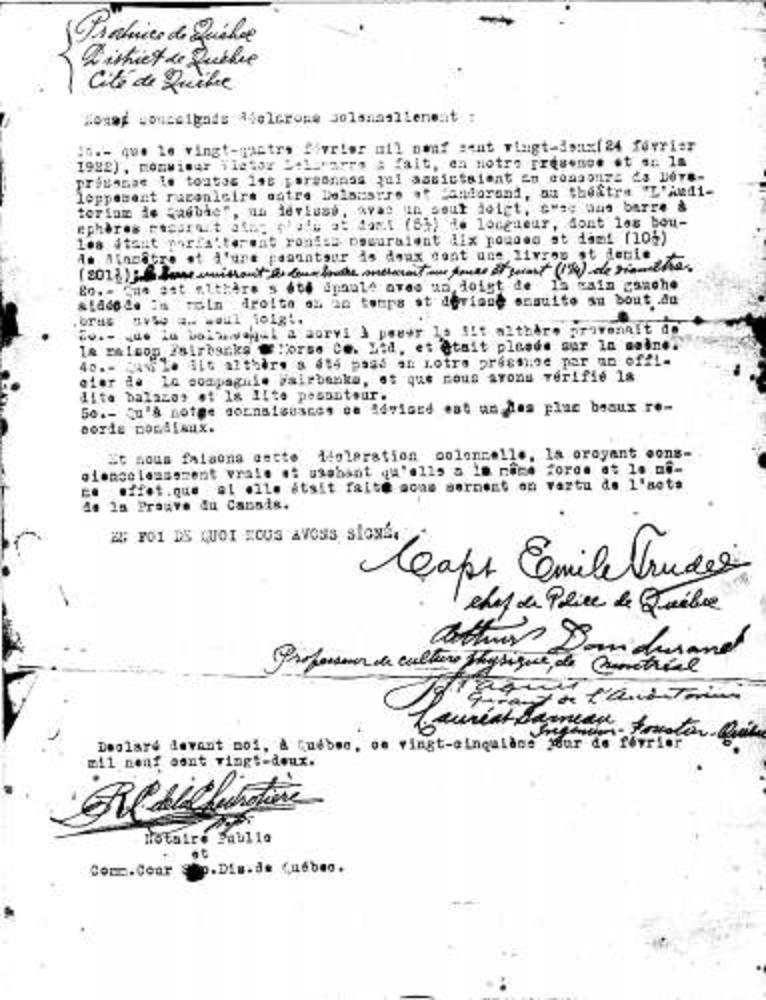
Preuve de l'exploit du 24 février 1922.

Nous soussignés déclarons solennellement :
1. QUE le vingt-quatre février mil neuf cent vingt-deux (24 février 1922), Monsieur Victor DeLamarre a fait, en notre présence et en la présence de toutes les personnes qui assistaient au concours de Développement musculaire entre DeLamarre et Dandurand, au théâtre "L'Auditarium de Québec", un dévissé, avec un seul doigt, avec une barre à sphères mesurant cinq pieds et demi (5 1/2) de longueur, dont les boules étant parfaitement rondes mesuraient dix pouces et demi (10 1/2) de diamètre et d'une pesanteur de deux cent une livres et demie (201 1/2); la barre unissant les deux boules mesurait un pouce et quart (1 1/4) de diamètre.
2. QUE cet haltère a été épaulé avec un doigt de la main gauche aidée de la main droite en un temps et dévissé ensuite au bout du bras avec un seul doigt.
3. QUE la balance qui a servi à peser le dit haltère provenait de la maison Fairbanks Morse Co. Ltd. et était placée sur la scène.
4. QUE le dit haltère a été pesé en notre présence par un officier de la compagnie Fairbanks, et que nous avons vérifié la dite balance et la dite pesanteur.
5. QU'À notre connaissance ce dévissé est un des plus beaux records mondiaux

ET nous faisons cette déclaration solennelle, la croyant consciencieusement vraie en sachant qu'elle a la même force et le même effet que si elle était faite sous serment en vertu de l'acte de Preuve du Canada
EN FOIS DE QUOI NOUS AVONS SIGNÉ,
- (Signé) Capt. Emile Trudel, chef de Police de Québec.
- Arthur Dandurand, professeur de culture physique, de Montréal.
- J-H. Paquet, Gérant de l'Auditorium.
- Lauréat Garneau, Ingénieur-Forestier, Québec.

Déclaré devant moi, à Québec, ce vingt-cinquième jour de février mil neuf cent vingt-deux.

(Signé) R.C de la Chevrotière, Notaire Pulic et Comm. Cour Sup. Dis. de Québec »

### Récompenses et honneurs
Victor Delamarre a été admis au temple de la renommée. Il a été honoré par la société Saint-Jean-Baptiste au quarantième anniversaire de son record de 309 1/2 lb.
DeLamarre a été proposé pour aller représenter les Canadiens au Tournoi athlétique de Lyon, en France, le 11 juin 1914, par M. Roumageon, professeur d'athlétisme très connu à Montréal. Le championnat du monde de poids et haltères était le 8 et 9 août 1914. DeLamarre n'a malheureusement pas pu y aller, car son mariage était fixé pour le commencement de septembre.
Ceinture
|                                                     |  |  |
| Ceinture d'honneur et de force de Victor Delamarre. |  |  |

Une ceinture en or et diamant lui a été remise le 17 décembre 1921 au Lac-Bouchette. Sur la plaque de droite, on lit :  Championnat mondial de l'haltère. Ceinture offerte à Victor DeLamarre, champion de l'haltère du monde par les admirateurs et les représentants de tous les pays.Et sur celle de gauche :  Record du champion. Dévissé de 309 1/2 livres comme suit : Prendre un haltère de terre, le charger en deux temps à l'épaule d'une seule main et le dévisser ensuite au bout du bras. Conditions : la ceinture sera remise à quiconque brisera ce record en présence du champion ou de son représentant. Le comité d'organisation du Roi de l'haltère.
Route
Une rue de Québec (Vanier) porte son nom.
Une rue à Montréal (Pointe-aux-Trembles), sur laquelle Marc-André Pichette a vécu durant vingt années, porte son nom.
Une route a également été nommée en son nom, la route Victor DeLamarre au Lac-Bouchette.
48° 08′ 02″ N, 72° 14′ 06″ O
Une plaque "Ici vécut de la ville de Québec est présente au 205, rue de Lanaudière, en son honneur, pour indiquer son ancien lieu de résidence.

## Anecdotes
« Il pliait des pièces de cinquante sous, ou des clous, comme si de rien n'était! »
— Adolphe Ouellet
« J'ai vu Victor Delamarre prendre une automobile de marque Studebaker qui était sept pieds en bas de la route et la remettre sur le chemin. Par curiosité, nous avons pesé la voiture et son contenu : 3 855 livres! (près de 1,750 tonne) »
— L'abbé East, prêtre
« Vers l'année 1953, c’est-à-dire environ deux ans avant sa mort, Victor Delamarre vint chez moi pour y emprunter un sac de ciment (poids de cent livres)(environ 45 kg). Mon beau-père qui avait fabriqué une niche pour le Sacré-Cœur, amena Victor la voir. Ce dernier, tenant le sac de ciment dans sa main entra à la maison, monta à l'étage, resta à regarder la niche et à causer pendant 55 minutes. Il n'avait pas déposé le sac pour ne pas salir le plancher! »
— Adolphe Ouellet